# Batalla de Solferino
La batalla de Solferino va tenir lloc el 24 de juny de 1859 a la localitat de Solferino (Itàlia). En aquest combat es van enfrontar, d'una banda, les tropes de l'Imperi austríac, comandades pel mateix emperador Francesc Josep I, amb un total d'aproximadament 100.000 efectius; de l'altra, la coalició formada per un exèrcit francès, liderat per Napoleó III, i l'exèrcit del Regne de Sardenya-Piemont, capitanejat per Víctor Manuel II, i amb una força propera als 118.600 homes. La batalla es va desenvolupar en el context de la Unificació italiana. Després de nou hores de batalla, les tropes austríaques van veure's forçades a la rendició. Les baixes en el bàndol aliat van ser de 2.492 morts, 12.512 ferits i 2.922 capturats o desapareguts. Més de 3.000 soldats austríacs van morir, 10.807 van resultar ferits i 8.638 capturats o desapareguts.
Després de l'enfrontament, el suís Jean Henri Dunant, testimoni presencial de la batalla i de l'agonia i patiment dels ferits en el camp de batalla, va creure necessari la creació de la Creu Roja Internacional.

## Antecedents
Fruit del tractat secret de Torí, el gran exèrcit de Napoleó III va anar a ajudar el Piemont, envaït per Àustria després de negar-se a la desmobilització immediata. Després d'un seguit de batalles indecises, van rebutjar els austríacs, que es van reagrupar i s'aventuraren a una confrontació directa amb els francesos.

## Batalla
L'exèrcit austríac, comandat pel mateix emperador, va travessar el riu Mincio i va ocupar un seguit d'alçades properes, amb la ciutat de Solferino al centre de la seva línia.
L'atac francès va començar a l'ala esquerra enemiga, ocupant Medole. Al centre, els austríacs mantenien posicions i, en la seva ala dreta, el general Benedek resistia els continuats atacs de tot l'exèrcit del Piemont.
Els francesos, tement que reforços austríacs des del sud poguessin rodejar el seu vulnerable flanc esquerre, van decidir atacar el centre austríac a Solferino. L'artilleria va bombardejar el poble i, després, la infanteria es va llençar a l'assalt. Després de forts combats, es van apoderar del poble i van penetrar les línies austríaques.
L'emperador mantenia el flanc dret austríac, però en l'esquerra la situació aviat va degenerar i els francesos van obligar els austríacs a cedir terreny. Al centre, perdut el control de Solferino, els austríacs van evacuar Koke, abans que una terrible tempesta posés fi a les operacions.

## Participants
A la Batalla de Solferino es van enfrontar, d'una banda, les forces austríaques comandades per l'emperador Francesc Josep I; de l'altre, es trobava la coalició francopiemontesa liderada per l'emperador francès Napoleó III i el rei de Sardenya-Piemont Víctor Manuel II.

### Exèrcit francès
L'exèrcit francès tenia un poderós aparell militar, compost principalment per veterans, forjats en diverses batalles i equipat amb unes armes modernes i eficients, com el fusell Minié mod.'59 o el canó La Hitte.
Però aquestes no van ser les úniques raons que van propiciar la superioritat francesa al camp de batalla. La tropa s'havia beneficiat de l'atmosfera que vivia França en aquell moment, emmarcada en el context de la il·lustració, que arribava a tots els àmbits de la societat, incloent la reforma militar promulgada per Napoleó III, que es podria resumir en la famosa frase els meus soldats duen a la motxilla el bastó de mariscal.
Els oficials de l'exèrcit francès eren escollits en funció dels seus coneixements i habilitats personals, provocant que els batallons poguessin sumar una àmplia experiència tècnica, així com un alt nivell qualitatiu.

### Exèrcit Sardo-piemontès
Després de la derrota del 1849, l'exèrcit del Regne de Sardenya-Piemont va patir una dècada de reestructuració, començant pel general Alfonso La Marmora, que va ser nomenat ministre de la Guerra del govern Perrone. L'esforç de La Marmora havia donat els seus fruits, aconseguint una modernització de l'armament, una millor formació tècnica dels oficials i la reorganització dels departaments, seguint el model francès.
Tot i així, l'exèrcit de Savoia no va resultar decisiu en aquest enfrontament, ja que l'alta presència de voluntaris sense experiència ni formació, sumat a la manca de cooperació demostrada pels seus oficials, que tendien a l'individualisme, va provocar que fos poc efectiu.
Les seves forces es van dividir en quatre divisions, formades per 35.602 homes, 1.473 cavalls i 80 canons.

### Exèrcit austríac
L'exèrcit austríac estava equipat amb un armament molt modern i eficient; a més a més, s'estructurava a partir d'una disciplina molt estricta. Tot i això, l'estructura de l'exèrcit era molt antiga: seguint la tradició medieval, molts dels batallons eren propietat personal dels seus respectius comandants, tot i assumir el lideratge de l'emperador. Aquesta característica va provocar que l'Estat Major estigués format gairebé exclusivament per nobles d'alt rang, encara que aquests no disposessin d'experiència tàctica.

## Conseqüències
Tot i la victòria davant dels austríacs, Napoleó III va tenir por que altres potències s'afegissin a la guerra, sobretot Prússia, que ja havia mobilitzat 400.000 homes a la frontera del Rin. Per això, va entaular negociacions amb Àustria, d'esquena al Regne de Sardenya-Piemont, que van desembocar en el tractat de Zuric.
Paral·lelament, Jean Henri Dunant va decidir fundar la Creu Roja Internacional després de contemplar el tracte que rebien els ferits durant la batalla, ja que llavors els exèrcits no comptaven amb una unitat d'infermeria. Sovint, les baixes posteriors a la batalla per culpa d'un mal tractament de les ferides eren superiors a les de la mateixa batalla.